# Arclite 100 1956
Arclite 100 1956 var ett stockcarlopp ingående i Nascar Grand National Series (nuvarande Nascar Cup Series) som kördes 5 maj 1956 på den 0,5 mile (804,672 m) långa ovalbanan Columbia Speedway i Cayce, en förort till Columbia i South Carolina. Totalt avverkades 100 miles (160,934 km) fördelat på 200 varv. Banunderlaget var dirt. Loppet vanns av Speedy Thompson i en Dodge på tiden 1:50.00 körande för Carl Kiekhaefer. Thompsons snitthastighet uppgick till 54,545 mph. Han var vid målgång ensam förare på ledarvarvet, två varv före tvåan Buck Baker. Prispotten uppgick till 4 285 dollar, varav 1 100 dollar gick till segraren.

## Resultat
| Plc     | Nr   | Förare          | Team/ bilägare      | Konstruktör | Start | Varv | Ledda varv |
| ------- | ---- | --------------- | ------------------- | ----------- | ----- | ---- | ---------- |
| 1       | 500  | Speedy Thompson | Carl Kiekhaefer     | Dodge       | 2     | 200  | 80         |
| 2       | 500B | Buck Baker      | Carl Kiekhaefer     | Dodge       | 1     | 198  | 0          |
| 3       | 9    | Joe Weatherly   | Charlie Schwam      | Ford        | 12    | 196  | 0          |
| 4       | 37   | Tiny Lund       | Gus Holzmueller     | Pontiac     | 10    | 192  | 0          |
| 5       | 49   | Bob Flock       | Mauri Rose          | Chevrolet   | 19    | 191  | 0          |
| 6       | 501  | Herb Thomas     | Carl Kiekhaefer     | Dodge]      | 25    | 190  | 0          |
| 7       | 34   | Dick Beaty      | Ike Kiser           | Ford        | 22    | 189  | 0          |
| 8       | X    | Rex White       | Max Welborn         | Chevrolet   | 11    | 186  | 0          |
| 9       | 59   | Blackie Pitt    | Brownie Pitt        | Plymouth    | 17    | 178  | 0          |
| 10      | 47   | Al Watkins      | Don Holcomb         | Ford        | 21    | 177  | 0          |
| 11      | 264  | Johnny Allen    | Spook Crawford      | Plymouth    | 23    | 173  | 0          |
| 12      | 34A  | Charlie Jackson | i.u.                | Oldsmobile  | 16    | 166  | 0          |
| 13      | 75   | Jim Paschal     | Frank Hayworth      | Mercury     | 13    | 166  | 0          |
| 14      | 94   | Ed Cole         | Clarence DeZalia    | Mercury     | 25    | 161  | 0          |
| 15      | 1R   | Tim Flock       | Mauri Rose          | Chevrolet   | 26    | 161  | 0          |
| 16      | 2    | Gwyn Staley     | Hubert Westmoreland | Chevrolet   | 8     | 154  | 0          |
| 17      | 99   | Curtis Turner   | Charlie Schwam      | Ford        | 4     | 142  | 61         |
| 18      | 760  | Brownie King    | Brownie King        | Chevrolet   | 20    | 120  | 0          |
| 19      | 42   | Lee Petty       | Petty Enterprises   | Dodge]      | 7     | 111  | 59         |
| 20      | 150  | Fred Lorenzen   | Fred Lorenzen       | Chevrolet   | 18    | 96   | 0          |
| 21      | 1    | Jimmie Lewallen | i.u.                | Chevrolet   | 14    | 71   | 0          |
| 22      | 14   | Billy Myers     | Stroppe Motorsports | Mercury     | 6     | 47   | 0          |
| 23      | 7A   | Bobby Johns     | Shorty Johns        | Chevrolet   | 15    | 44   | 0          |
| 24      | 82   | Joe Eubanks     | James Satcher       | Ford        | 3     | 19   | 0          |
| 25      | 55   | Junior Johnson  | A.L. Bumgarner      | Pontiac     | 9     | 3    | 0          |
| 26      | 6    | Ralph Liguori   | Ralph Liguori       | Dodge       | 24    | 1    | 0          |
| Källor: |      |                 |                     |             |       |      |            |